# Први горњи преткутњак
Први горњи преткутњак (лат. dens praemolaris primus superior) је четврти зуб од медијалне линије у оба квадранта горњег денталног лука. У контакту је са горњим очњаком и горњим другим преткутњаком, а оклудира са преткутњацима из доње вилице. Веома подсећа на други премолар, али за разлику од њега показује обрнут знак угла и лука и две коренске гране (по чему је јединствен у класи премолара). На основу облика и функције он спада у тзв. прелазне (транзитивне) зубe, између очњака и кутњака. У мастикацији учествује у кидању и млевењу хране, а значајан је и са становишта естетике и фонетике.
У горњој вилици постоје два прва премолара, која се обележавају на следећи начин:
- стални горњи десни први преткутњак – 14;
- стални горњи леви први преткутњак – 24.

## Круна
Круна зуба има облик ваљка, с тим да је сужена у мезио-дисталном правцу, и краћа је од круне горњих предњих зуба. Карактеристично за све премоларе је појава гризне (оклузалне) површине са квржично-гребенским и фисурним комплексом. Круна се описује из пет аспеката: букалног, палатиналног, два проксимална и оклузалног.

### Букални аспект
Са букалног аспекта круна има облик петоугаоника и конвексна је у оба правца. Максимум конвекситета се налази на средњој и цервикалној трећини, а у мезио-дисталном правцу више је изражен дистално (обрнут знак лука). На букалној површини налази се добро изражен букални квржични гребен, који полази од врха квржице и губи се у испупчењу цервикалне трећине. То је заправо добро изражен средњи лобус ове површине, ограничен са мезиобукалном и дистобукалном развојном депресијом. Оне деле букалну површину на три вертикална лобуса, али су мезијални и дистални слабије изражени. Понекад развојне депресије могу да пређу и на оклузалну ивицу и тада су присутне еминенције („стилети“) преткутњака. Слично лабијалној површини предњих зуба, и овде су присутне преклопне линије у цервикалној трећини и оне прате облик глеђно-цементног споја. Цервикална линија је конвексна у апикалном смеру, али је њен конвекситет мањи у односу на предње зубе.
Букална површина оклузално прелази у гризну површину, тачније букалну квржицу и формира букооклузални гребен. Гребен је врхом квржице подељен на мезијални и дистални део и мезио-оклузални квржични гребен је дужи и равнији. Међутим, то временом може и да се промени услед абразије зубa.
Мезијална ивица букалне површине се спаја са мезијалним квржичним гребеном и образује мезиооклузални угао. Мезијални профил је конвексан у оклузалној и средњој, а конкаван у цервикалној трећини круне. Дистални профил је сличан мезијалном, али је дистооклузални угао оштрији (обрнут знак угла) и висина контуре се такође налази на споју средње и оклузалне трећине.
Оклузални профил површине је сличан као код очњака и на њему доминира врх букалне квржице. Врх квржице је померен дистално, тако да је дистални квржични гребен краћи и више нагнут према темену дистооклузалног угла. Иначе, ови гребенови се спајају под приближно правим углом и образују врх квржице. Из овог аспекта не види се палатинална квржица, јер је палатинална површина у целости мања од букалне.

### Палатинални аспект
Орална површина подсећа на букалну, али је заобљенија, ужа и краћа од ње. Такође је конвексна и максимум конвекситета се налази на споју оклузалне и средње трећине. Бикуспална (трансверзална) симетрала повезује врхове букалне и оралне квржице и дели ову површину на две симетричне половине. За разлику од букалне површине, овде нису присутне развојне депресије и преклопне линије. На прелазу палатиналне у оклузалну површину налази се орална квржица, која је нижа од букалне и локализована је на средини круне или нешто мезијалније.
Прелаз палатиналне у проксималне површине је заобљен, а проксимални профили су конвексни. Оклузални профил је сличан као код букалне површине, с тим што је овде дистални квржични гребен дужи и блаже нагнут према темену оклузодисталног угла.

### Проксимални аспект
Мезијална и дистална површина круне имају облик правоугаоника или трапеза, са базом у цервикалној трећини. Као и код предњих зуба, оне конвергују орално и ка врату зуба. Мезијална површина је благо конкавна и нешто ужа и краћа од дисталне. Мезијални конкавитет се наставља и у аналогну површину корена и гради дубоку бразду (лат. fissura interradicularis mesialis). Бразда дели коренско стабло на две гране и тек на 1/2 или 2/3 укупне дужине корена налази се рачвање (бифуркација), али је локализација бифуркације варијабилна.
Букални профил проксималних површина је конвексан, са висином контуре у цервикалној трећини, а лингвални је такође у целости испупчен и максимум конвекситета се налази у средњој трећини круне. На оклузалном профилу јасно се уочавају букална (виша) и палатинална (нижа) квржица.
Од врхова квржица ка централној фисури полазе триангуларни гребенови и спајају се под углом од 45º. Проксималне границе унутрашњег оклузалног поља граде мезијални и дистални маргинални гребен, а конвекситет мезијалног гребена је прекинут маргиналном браздом у виду усека. Од врха квржица у мезио-дисталном правцу полазе мезијални и дистални квржични гребен и они се спајају са ивичним, градећи при томе одговарајуће углове.
Цервикална линија је ирегуларно конвексна у оклузалном смеру.

### Оклузални аспект
Оклузална површина има овални или хексагонални облик, са већим вестибуло-оралним промером. На њој се разликују спољашње и унутрашње оклузално поље.

#### Спољашње оклузално поље
Границе спољашњег оклузалног поља чине контуре букалног и палатиналног профила и контактне зоне на проксималним површинама. Букални профил има облик латиничног слова „V“ и висина контуре се налази на врху слова. Лингвални профил је заобљен и приближно симетричан када се посматра са овог аспекта. Проксимални профили конвергују орално.

#### Унутрашње оклузално поље
Унутрашње оклузално поље има облик трапезоида. Његову границу чини тзв. деобна линија у чији састав улазе мезијални и дистални квржични гребенови и слободне ивице маргиналних гребенова. Најкарактеристичније обележје гризне површине су квржично-гребенски и фисурни комплекс.
Букална квржица је шира, виша и оштрија од палатиналне, а врх је померен дистално. Од врха квржице полазе четири гребена: букални (који се пружа у спољашње оклузално поље, према букалној површини), палатинални или орални (који се пружа ка централној бразди, а назива се и триангуларни) и мезијални и дистални квржични гребен (који се пружају ка одговарајућим маргиналним гребеновима). Букална квржица има и четири косе површине: мезиобукална, дистобукална, мезиолингвална и дистолингвална. Последње две су тзв. функционалне косине.
Палатинална квржица је померена мезијално, па је мезијални квржични гребен краћи од дисталног, што је супротан ток (лат. inverso ordine) у односу на букалну квржицу. На овој квржици такође се налазе слични детаљи као на букалној, а називи су им у складу са њиховим правцем пружања.
Проксимални гребенови чине бочне границе унутрашњег оклузалног поља и мезијални гребен је краћи од дисталног и прекинут је у средњем делу мезиомаргиналном браздом.
Главни део фисурног комплекса чини централна развојна бразда (лат. fissura centralis) која се пружа мезио-дистално и раздваја триангуларне гребене квржица и проксимално се улива у триангуларне јаме. У дубини сваке јаме налази се јамица (лат. fossula mesialis et distalis) из које извиру букална и лингвална бразда и пружају се ка теменима одговарајућих углова. Из мезијалне триангуларне јаме полази и мезиомаргинална бразда која пресеца маргинални гребен и губи се у мезијалној површини круне.

## Врат
Врат зубa (лат. collum dentis) се налази у пределу глеђно-цементног споја и има исту контуру као и код предњих зуба. У овом пределу налази се цервикална линија, која је конвексна на све четири површине круне.

## Корен
Корен горњег првог преткутњака је двокрак, што је јединствено у класи премолара и има букалну и палатиналну грану (мада се могу наћи и само једна или чак три коренске гране). Букални корен је обично дужи и грацилнији и нагнут је дистално, а палатинални је скоро прав. Рачвање се налази на средини укупне дужине корена, а део између цервикалне линије и темена бифуркације се означава као коренско стабло. На попречном пресеку у цервикалном пределу корен је бубрежастог облика, због присуства мезијалног конвекситета.

## Димензије
| Први горњи преткутњак |                         |              |               |                    |
| Мезио-дистална ширина | Вестибуло-орална ширина | Висина круне | Дужина корена | Укупна дужина зуба |
| 7,0 mm                  | 9,0 mm                    | 8,5 mm         | 14,5 mm         | 23,0               |

## Развој зуба
| Почетак калцификације | Комплетно формирана круна | Ницање (ерупција) | Завршен раст корена |
| --------------------- | ------------------------- | ----------------- | ------------------- |
| 11/2 - 13/4 године    | 5 - 6 година              | 10 - 11 година    | 12 - 13 година      |

## Варијације
Зуб показује широк опсег варијација које се односе на:
- степен конвергенције проксималних профила - са оклузалног аспекта,
- интеркуспалну ширину (растојање између квржица),
- степен нагиба квржичних гребенова и облик квржица - са букалног аспекта,
- степен конвергенције проксималних површина - са букалног аспекта,
- присуство јамица и бразди на букалној површини,
- број коренова.